# James Douthit
James Douthit (* 14. November 1960) ist ein US-amerikanischer Pianist und Musikpädagoge.

## Leben
Douthit studierte Klavier an der Mars Hill University (Abschluss als Bachelor summa cum laude), Klavierbegleitung und Kammermusik an der Northwestern University und erlangte den Grad eines Doctor of Musical Arts an der Eastman School of Music. Daneben studierte er Higher Education Leadership an der Graduate School of Education der Harvard University. Nachdem er ab 1990 an verschiedenen Schulen unterrichtet hatte, wurde er 2005 stellvertretender Vizepräsident für akademische Angelegenheiten und Leiter des Musikdepartments am Nazareth College in Rochester (New York), wo er einen Bachelor-Studiengang für Musikwirtschaft und einen Masterabschluss für kreative Kunsttherapie etablierte. Zudem leitete er die Entwicklung des Center for Life's Work, eines Programms, das die berufliche Karriereentwicklung mit dem akademischen Studium für Studenten des gesamten Colleges verbinden soll. 2007 wurde er Dekan der Hayes School of Music an der Appalachian State University.
Als Pianist hatte Douthit Auftritte in den Vereinigten Staaten sowie in Österreich, Polen, China und Großbritannien. Er profilierte sich als Interpret der Klavierwerke Theodor Leschetizkys. Die Leschetizky Association of America lud ihn zu einem Konzert in New York anlässlich des Geburtstages des Komponisten ein, und 2008 gab er ein Recital in Leschetitzkys Geburtsort Łańcut. Außerdem verfasste er Beiträge für die Zeitschriften Clavier, The American Music Teacher und The National Piano Pedagogy Forum.